# Glypturus acanthochirus
Glypturus acanthochirus är en kräftdjursart som beskrevs av William Stimpson 1866. Glypturus acanthochirus ingår i släktet Glypturus och familjen Callianassidae. Inga underarter finns listade i Catalogue of Life.